# Affricata alveolo-palatale sorda
Una consonante affricata alveolopalatale sorda è una consonante affricata presente in molte lingue, che in base all'alfabeto fonetico internazionale è rappresentata con la sequenza [t͡ɕ] (in passato, con la legatura [ʨ]).

## Caratteristiche
L'affricata alveolopalatale sorda presenta le seguenti caratteristiche:
- il suo modo di articolazione è affricato, perché questo fono è dovuto alla sequenza di una fase occlusiva e di una fase fricativa;
- il suo luogo di articolazione deve essere alveolopalatale: perché tale consonante si pronuncia metà alveolare, metà palatale.
- è una consonante sorda, in quanto viene prodotta senza l'ausilio delle corde vocali.

Il suono [t͡ɕ] è presente in cinese mandarino (traslitterato j in hanyu pinyin) e in thailandese (corrisponde al carattere จ nel relativo alfabeto); in entrambe le lingue la consonante esiste inoltre nella forma aspirata [t͡ɕʰ] (traslitterata q in hanyu pinyin; è il suono delle lettere ฉ, ช e ฌ dell'alfabeto thai).
Nella lingua polacca il suono [ʨ] si indica con la lettera C con l'accento acuto: ć – ad es. "grać" [grat͡ɕ] (giocare).
In italiano tale fono non è presente perché la consonante si pronuncia affricata postalveolare sorda (IPA [t͡ʃ]), ma non affricata alveolopalatale, tranne che in svariati dialetti centro-meridionali.
Pronuncia: 